# Hans-Werner Wohlers
Hans-Werner „Buttje“ Wohlers (* 11. Dezember 1933 in Hamburg; † 24. Juli 2011 in Beckdorf) war ein deutscher Boxer. Er war deutscher Meister im Berufsboxen (Mittelgewicht).

## Leben
Der aus Hamburg-Eilbek stammende Wohlers spielte als Jugendlicher beim VfL 93 Hamburg Handball und Basketball. Als Boxer nahm er 1952 an den Olympischen Sommerspielen in Helsinki teil. Dort bezwang er in der Gewichtsklasse bis 60 Kilogramm den Bulgaren Lubomir Markow, ehe er im Achtelfinale gegen den Polen Aleksy Antkiewicz verlor. Er kam elfmal in der Nationalstaffel zum Einsatz. 1952 wurde er deutscher Vizemeister in der Klasse bis 60 Kilogramm und 1954 in der Klasse bis 67 Kilogramm. Bei den Amateuren sei der blonde Hamburger, der das Boxen beim Verein BC Sportmann erlernte, ein „Feuerwerker“ gewesen, schrieb das Hamburger Abendblatt.
Wohlers bestritt im Juli 1955 seinen ersten Kampf als Berufsboxer. Nach 17 Siegen in Folge musste er sich im Mai 1957 im Duell mit Jean-Claude Poisson mit einem Unentschieden zufriedengeben. Wohlers wurden als Boxer Schnelligkeit, eine „glänzende Technik und die Fähigkeit, einen Gegner zu bluffen und leerlaufen zu lassen“ zugeschrieben. Kritiker bemängelten, ihm habe die Schlagkraft gefehlt.
Anfang Juni 1959 stiegen sowohl Wohlers als auch Gustav „Bubi“ Scholz beim selben Kampfabend in der Hamburger Ernst-Merck-Halle in den Ring, standen dort aber noch nicht sich gegenseitig, sondern anderen Gegnern gegenüber. Zu diesem Zeitpunkt stand jedoch bereits fest, dass es zum Duell Wohlers gegen Scholz kommen würde. Diesen Kampf hätte es eigentlich schon im Februar 1959 geben sollen, aufgrund von Uneinigkeiten der Manager war es aber zur Verzögerung gekommen. „Der sportliche Zufall inszenierte dieses Vorspiel für die Europameisterschaft, aber auch eine gesteuerte Regie hätte nicht besser sein können“, kommentierte das Hamburger Abendblatt die Generalproben der beiden auf derselben Veranstaltung. Rund einen Monat später forderte er dann „Bubi“ Scholz heraus, der im Mittelgewicht zu diesem Zeitpunkt sowohl deutscher Meister als auch Europameister war. Es war das erste Mal, dass sich zwei Deutsche in einem EM-Kampf gegenüberstanden. Der bis dahin noch ungeschlagene Wohlers lieferte dem Titelträger einen großen Kampf, ging im Laufe des in der ausverkauften West-Berliner Deutschlandhalle vor 13 000 Zuschauern ausgetragenen Duells aber mehrmals zu Boden und verlor nach Punkten.
Wohlers kämpfte rund drei Monate nach der Niederlage im EM-Kampf in Hamburg gegen André Drille aus Frankreich. Der Hamburger verlor und erlitt erstmals in seiner Laufbahn als Berufsboxer eine Niederlage durch K. o. Wohlers führte nach Punkten, als er in der sechsten Runde zu Boden ging, aber durch den Gong gerettet wurde. Er fing sich anschließend wieder und griff beherzt an, musste in der neunten Runde aber einen schweren Körpertreffer des Franzosen einstecken, in dessen Folge er wieder auf die Bretter ging und ausgezählt wurde. Wohlers gewann seine folgenden beiden Kämpfen, im April 1960 verlor er in Frankfurt am Main gegen den Franzosen Louis Trochon durch K.o. Der Deutsche hatte Trochon bereits in große Nöte gebracht, wurde aber unaufmerksam und vernachlässigte die Deckung, als er einen linken Haken des Franzosen erhielt, der ihn niederstreckte. Ende August 1960 kämpfte Wohlers erstmals im Ausland, er traf im Madison Square Garden von New York auf Obdulio Nunez aus Puerto Rico und verlor durch technischen K. o. in der fünften Runde.
Im April 1961 kam es zum abermaligen Duell mit „Bubi“ Scholz. Der Kampf wurde vor 17 000 Zuschauern in Wien ausgetragen und endete nach zehn Runden unentschieden. Der von Franz Mück als Trainer betreute Wohlers, der Scholz beherzt angriff, ging kurz vor dem Ende zu Boden, wodurch er den sicher geglaubten Sieg noch aus der Hand gab. Nachdem Scholz seinen deutschen Meistertitel niedergelegt hatte, bekam Wohlers im Dezember 1961 die Gelegenheit, in der Hamburger Ernst-Merck-Halle gegen seinen ehemaligen Trainingskameraden Manfred Hass um die Meisterschaft zu boxen. Wohlers, der nach Einschätzung des Hamburger Abendblatts „in seiner Gewichtsklasse in Europa kaum einen Widersacher zu fürchten“ brauchte und als einer der „begabtesten, aber auch unglücklichsten deutschen Profiboxer“ einzuschätzen war, gewann den Kampf deutlich nach Punkten und wurde damit deutscher Meister im Mittelgewicht. Wohlers wurde mittlerweile von Fritz Wiene als Manager betreut, vorher hatte er bis April 1960 mit Walter Englert und danach mit dem US-Amerikaner Carl Duva zusammengearbeitet.
Seinen deutschen Meistertitel verlor Wohlers Anfang Juni 1962 an Peter Müller. Der Kampf wurde vor 4000 Zuschauern in der Messesporthalle Köln ausgetragen. Wohlers ließ sich zu einem Schlagabtausch hinreißen, anstatt auf sein technisches Können zu bauen und war schwer angeschlagen, als sein Trainer in der vierten Runde das Handtuch als Zeichen des Kampfabbruches warf. Der Hamburger erhielt für den Kampf eine Gage in Höhe von 25 000 D-Mark. Im Oktober 1962 bestritten Wohlers und Müller einen Rückkampf, der 6000 Menschen in die Hamburger Ernst-Merck-Halle lockte. In der zweiten Runde wurde Wohlers zu Boden geschlagen, erholte sich jedoch wieder. Er fügte Müller harte Schläge zu, welche dieser aber wegsteckte. In der fünften Runde gab Wohlers den Kampf auf.
Wohlers stand anschließend noch bei vier Kämpfen im Ring, von denen er drei gewann und einen mit einem Unentschieden beendete. Sein letzter Auftritt als Berufsboxer war Ende Mai 1964. Beruflich wurde Wohlers, der Vater eines Sohnes und ab 1972 verwitwet war, als kaufmännischer Angestellter tätig. Als Boxtrainer und Funktionär gab er seine Erfahrung im Hamburger Amateurbereich weiter: Ab Mai 1978 hatte er beim Verein HBC Heros Hamburg das Amt des Sportwarts inne, beim selben Verein war er Trainer (ab März 1980) sowie ab Oktober 1981 Vereinsvorsitzender. Von Anfang September 1978 bis März 1981 war er des Weiteren Verbandstrainer des Hamburger Amateur-Boxverbandes, danach nurmehr beim HBC Heros.